# Wu Wei (Architekt)
Wu Wei (chinesisch 吴蔚, Pinyin Wú Wèi, * 1971, Lanzhou, Gansu, Volksrepublik China) ist ein chinesischer Architekt. Er ist als Partner des deutschen Architekturbüros Gerkan, Marg und Partner (gmp) für dessen Tätigkeiten in der Volksrepublik China zuständig.

## Studium und Beruf
Wu Wei schloss 1992 sein Architekturstudium in Chongqing, China, ab. Im Anschluss arbeitete er bis 1994 am Gansu Institute of Architectural Design in Lanzhou/Gansu. Von 1994 bis 1995 lernte Wu Wei in der Schweiz Deutsch und studierte von 1995 bis 1997 Architektur an der Eidgenössischen Technischen Hochschule Zürich. Zwischen 1997 und 2000 war er Mitarbeiter bei Skyline Architecture und SwissGerman Consulting, beide mit Sitz in Zürich. Im Jahr 2000 erhielt er sein Diplom an der ETH Zürich am Lehrstuhl von Mario Campi.
2000 begann Wu Weis Mitarbeit bei der deutschen Architektensozietät Gerkan, Marg und Partner (gmp). Er wurde 2001 Chefrepräsentant der gmp-Büros in Peking und Shanghai, 2004 assoziierter Partner und ist seit 2009 Partner für China bei gmp.  Neben den Gründungspartnern leitet er seit 2021 mit Nikolaus Goetze, Hubert Nienhoff und Stephan Schütz das Unternehmen.

## Projekte
Zu den bekanntesten und ausgezeichneten Projekten von gmp in der Volksrepublik China zählen:
- Chongqing Grand Theater[4]
- Chinesisches Nationalmuseum, Peking
- Shenzhen Universiade
- Lingang New City
- Internationales Messe- und Kongresszentrum Nanning
- Messe- und Kongresszentrum Shenzhen